# Vendes
Vendes és un municipi francès situat al departament de Calvados i a la regió de Normandia. L'any 2007 tenia 301 habitants.

## Demografia

### Població
El 2007 la població de fet de Vendes era de 301 persones. Hi havia 112 famílies de les quals 16 eren unipersonals (4 homes vivint sols i 12 dones vivint soles), 40 parelles sense fills, 52 parelles amb fills i 4 famílies monoparentals amb fills.
Habitants censats

### Habitatges
El 2007 hi havia 120 habitatges, 112 eren l'habitatge principal de la família, 5 eren segones residències i 3 estaven desocupats. 114 eren cases i 6 eren apartaments. Dels 112 habitatges principals, 87 estaven ocupats pels seus propietaris i 25 estaven llogats i ocupats pels llogaters; 6 tenien dues cambres, 15 en tenien tres, 19 en tenien quatre i 72 en tenien cinc o més. 99 habitatges disposaven pel capbaix d'una plaça de pàrquing. A 34 habitatges hi havia un automòbil i a 75 n'hi havia dos o més.

## Economia
El 2007 la població en edat de treballar era de 209 persones, 162 eren actives i 47 eren inactives. De les 162 persones actives 152 estaven ocupades (77 homes i 75 dones) i 10 estaven aturades (3 homes i 7 dones). De les 47 persones inactives 19 estaven jubilades, 17 estaven estudiant i 11 estaven classificades com a «altres inactius».

### Ingressos
El 2009 a Vendes hi havia 114 unitats fiscals que integraven 307 persones, la mediana anual d'ingressos fiscals per persona era de 20.038 €.

### Activitats econòmiques
Dels 8 establiments que hi havia el 2007, 3 eren d'empreses de construcció, 1 d'una empresa d'hostatgeria i restauració, 1 d'una empresa d'informació i comunicació, 1 d'una empresa de serveis, 1 d'una entitat de l'administració pública i 1 d'una empresa classificada com a «altres activitats de serveis».
Dels 4 establiments de servei als particulars que hi havia el 2009, 1 era un paleta, 2 guixaires pintors i 1 restaurant.
L'any 2000 a Vendes hi havia 8 explotacions agrícoles que ocupaven un total de 284 hectàrees.